# Wolfsburg-Unkeroda
Wolfsburg-Unkeroda este o comună din landul Turingia, Germania.